# David Krejčí
David Krejčí (Šternberk, 28 aprile 1986) è un hockeista su ghiaccio ceco di ruolo centro. Gioca per i Boston Bruins, squadra della National Hockey League, dalla stagione 2006-2007. Ha vinto la Stanley Cup 2011.

## Carriera
Dopo essersi affermato nelle giovanili della squadra ceca del Kladno, venne selezionato in NHL come 63ª scelta assoluta del draft 2004, assegnata ai Boston Bruins. Venne lasciato a maturare, per due stagioni, in QMJHL presso i Gatineau Olympiques.
Nella stagione 2006-2007 firmò il suo primo contratto professionistico con la squadra del Massachusetts, ma viene impegnato maggiormente dalla squadra affiliata dei Providence Bruins, militante in AHL che conduce sino alle Division Finals nei playoff; riesce comunque ad esordire in NHL il 30 gennaio 2007 in una partita persa per 7-1 con i Buffalo Sabres, in cui subì un infortunio dopo un contrasto con Adam Mair. Nella stagione seguente fu utilizzato con maggior frequenza dalla prima squadra, ed il 26 febbraio 2008 mise a segno il suo primo gol ufficiale in NHL nella partita vinta per 4-0 contro gli Ottawa Senators. La sua stagione da rookie terminò con 27 punti (6 gol e 21 assist) in 56 gare; giocò inoltre alcune gare di playoff.
Nella stagione 2008-2009 si fece notare con la sua prima tripletta in NHL, realizzata il 18 dicembre contro i Toronto Maple Leafs, battuti per 8-5. Il campionato terminò con 73 punti in 82 partite, ed il suo +37 nel plus/minus gli valse la vittoria del NHL Plus/Minus Award. Il 2 giugno 2009 firmò un rinnovo triennale del contratto con i Bruins, sulla base di 3,75 milioni di dollari all'anno. Nel novembre dello stesso anno, Krejci contrasse il virus H1N1, fatto che pregiudicò il suo inizio di campionato. Il 5 maggio 2010, nella partita di playoff vinta dalla sua squadra per 4-1 contro i Philadelphia Flyers, si infortunò al polso e fu operato, mancando così il resto del post-season; i Bruins, che con quella vittoria erano arrivati sul 3-0 nella serie, furono rimontati ed eliminati per 4-3.
Nella stagione 2010-2011 Krejci riuscì a realizzare 62 punti in 75 gare di regular season, ma nei playoff le sue prestazioni migliorarono: il 25 maggio 2011 mise a segno la sua seconda tripletta in NHL (la prima nei post-season) nella vittoria per 5-4 contro i Tampa Bay Lightning in gara-6 delle finali di Conference, che i bostoniani poi vinsero, giungendo in finale contro i Vancouver Canucks. Il 15 giugno, con il 4-0 inflitto ai canadesi alla Rogers Arena, i Bruins tornarono ad alzare la Stanley Cup; fu il primo trionfo in carriera nella competizione per Krejci, che inoltre risultò il miglior marcatore dei playoff con 23 punti (12 gol ed 11 assist) in 25 partite.
Nella stagione seguente realizzò una tripletta nella gara del 1º marzo 2012 vinta per 4-3 in overtime contro i New Jersey Devils, segnando anche la rete decisiva. I Bruins furono eliminati, nel primo turno di playoff, dai Washington Capitals per 4-3. L'inizio della stagione 2012-2013 fu rimandato per il lock out, e pertanto Krejci tornò in Repubblica Ceca per giocare al Pardubice, mettendo a segno 27 punti (16 gol ed 11 assist) in 24 partite. Tornò in America a seguito della riapertura dell'NHL in gennaio, e condusse i Bruins ai playoff con 33 punti (10 gol e 23 assist) in 46 partite. L'8 maggio 2013, in gara-4 del primo turno di playoff, realizzò una tripletta grazie alla quale i Bruins sconfissero, per 4-3 in overtime, i Toronto Maple Leafs, infine eliminati in sette gare. I Bruins giunsero fino in finale di Stanley Cup, ma furono sconfitti in 6 gare dai Chicago Blackhawks; nonostante ciò, Krejci risultò il miglior marcatore del post-season con 26 punti (9 gol e 17 assist) in 22 partite.

### Nazionale
Krejci fu convocato per la prima volta dalla Repubblica Ceca nel 2008 per partecipare al mondiale, in cui guadagnò 5 presenze e la sua squadra uscì nei quarti, eliminata dalla Svezia per 3-2. Nel 2010 prese parte alle Olimpiadi invernali di Vancouver, realizzando 3 punti (2 gol ed un assist) in 5 partite; la Repubblica Ceca fu eliminata nei quarti dalla Finlandia per 2-0.